# So Yeon
Soyeon (coréen : 소연), de son vrai nom Park So-yeon (박소연), née Park In-jung (박인정) le 5 octobre 1987 à Anyang en Corée du Sud, est une idole, danseuse et chanteuse sud-coréenne de K-pop. 
Elle était membre du girl group T-ara en tant que chanteuse principale. Elle a quitté le groupe en 2017.

## Filmographie

### Dramas
| Année | Titre               | Rôle  |
| ----- | ------------------- | ----- |
| 2010  | SBS Giants          | Cameo |
| 2010  | KBS Master of Study | Cameo |

### Shows télévisés
| Année     | Titre                      | Rôle        |
| --------- | -------------------------- | ----------- |
| 2009–2010 | KBS Invincible Baseball    | Cheerleader |
| 2010      | SBSStrong Heart            | Elle-même   |
| 2010      | MBC Idol Trot Wars         | Elle-même   |
| 2010      | KBS Star Golden Bell       | Elle-même   |
| 2011–2011 | KBS 100 Points out of 100  | Elle-même   |
| 2011      | KBS Secret                 | Elle-même   |
| 2011      | KBS Vitamin                | Elle-même   |
| 2011      | KBS Happy Together         | Elle-même   |
| 2012      | MBC Everyone's Weekly Idol | Elle-même   |
| 2012      | Mnet Beales Code           | Elle-même   |
| 2012      | KBS WIN WIN                | Elle-même   |